# استیو هاروی
برادریک ستیون هاروی (زادهٔ ۱۷ ژانویهٔ ۱۹۵۷) یک جامعه‌شناس، هنرپیشه، نویسنده، تهیه‌کننده تلویزیونی اهل ایالات متحده آمریکا است.
وی نویسندهٔ کتاب‌های: مانند زن رفتار کن مانند مرد فکر کن (۲۰۰۹) و مانند یک فرد موفق فکر کن مانند یک فرد موفق عمل کن است.
او مجری برنامه‌هایی چون The Steve Harvey Morning Show، Family Feud، Celebrity Family Feud و Judge Steve Harvey بوده و پیش از این مجری مسابقه دوشیزه جهان نیز بوده است. از افتخارات او می‌توان به هفت جوایز امی دی‌تایم، دو جایزه مارکونی و چهارده جایزه ایمیج اشاره کرد.
هاروی فعالیت خود را به عنوان یک کمدین استندآپ در اوایل دهه ۱۹۸۰ آغاز کرد. او سپس مجری Showtime at the Apollo شد و در کمدی موقعیت The Steve Harvey Show در شبکه The WB بازی کرد. در سال ۲۰۰۰، پس از حضور در تور Kings of Comedy، در فیلم The Original Kings of Comedy نیز ظاهر شد. آخرین اجرای استندآپ او در سال ۲۰۱۲ بود. هاروی از سال ۲۰۱۰ میزبان برنامه‌های فمیلی فیود و Celebrity Family Feud است و همچنین مجری Little Big Shots، Little Big Shots Forever Young و Steve Harvey's Funderdome نیز بوده است.
هاروی به عنوان یک نویسنده، چهار کتاب نوشته که از جمله آنها می‌توان به پرفروش‌ترین کتابش در سال ۲۰۰۹ با عنوان Act Like a Lady, Think Like a Man اشاره کرد. در سال ۲۰۱۷، او شرکت Steve Harvey Global را تأسیس کرد که شامل شرکت تولیدی East 112 و سایر فعالیت‌های او می‌شود. هاروی همچنین نسخه آفریقایی Family Feud را راه‌اندازی کرده و در خرید HDNet به همراه Anthem Sports and Entertainment سرمایه‌گذاری کرده است. او و همسرش، مارجوری، بنیان‌گذاران بنیاد استیو و مارجوری هاروی هستند که یک سازمان غیرانتفاعی با تمرکز بر آموزش جوانان است.
استیو هاروی در ۱۷ ژانویه ۱۹۵۷ در ولش، ویرجینیای غربی به دنیا آمد. او کوچکترین فرزند از پنج فرزند جس هاروی، یک معدنچی زغال‌سنگ، و الویز ورا بود. نام اول او، برودریک، برگرفته از نام بازیگر برودریک کرافورد است. هاروی در کودکی لکنت زبان شدیدی داشت که بعدها بر آن غلبه کرد. خانواده هاروی به کلیولند، اوهایو نقل مکان کردند و او در سال ۱۹۷۴ از دبیرستان گلنویل فارغ‌التحصیل شد. او برای مدتی در دانشگاه ایالتی کنت تحصیل کرد، اما فارغ‌التحصیل نشد.